# Corsa all'oro di Victoria

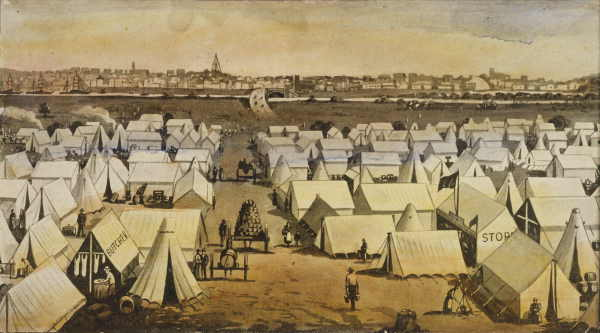
Canvas Town, South Melbourne negli anni '50 dell'Ottocento

La corsa all'oro di Victoria fu un periodo di corsa all'oro della storia dello stato australiano di Victoria, approssimativamente tra il 1851 e la fine del 1860 del XIX secolo. Portò a un periodo di estrema prosperità per la colonia australiana e a un afflusso di crescita demografica e di capitale finanziario per Melbourne, che fu soprannominata "la meravigliosa Melbourne" a seguito dell'acquisizione di ricchezza.

## Panoramica
Il Victorian Gold Discovery Committee scrisse nel 1854:
()
Ad eccezione dei più estesi giacimenti della California, per un certo numero di anni la produzione di oro da Victoria fu maggiore che in qualsiasi altro paese al mondo. La maggiore resa in un anno fu nel 1856, quando furono estratte 3.053.744 once troy (94.982 kg) di oro dagli scavi. Dal 1851 al 1896 il Dipartimento delle miniere del Victoria riportò che un totale di 61.034.682 once troy (1.898.391 kg) di oro furono estratti a Victoria.
L'oro fu scoperto per la prima volta in Australia il 15 febbraio 1823 dal geometra assistente James McBrien, a Fish River, tra Rydal e Bathurst nel Nuovo Galles del Sud. La scoperta fu considerata di scarsa importanza all'epoca e non fu perseguita per ragioni politiche.
Negli anni '50 del XIX secolo le scoperte di oro a Victoria, a Beechworth, Castlemaine, Daylesford, Ballarat e Bendigo scatenarono corse all'oro simili alla corsa all'oro in California. Al suo apice, circa due tonnellate di oro a settimana confluivano nel Treasury Building di Melbourne.
L'oro esportato in Regno Unito negli anni '50 del XIX secolo saldò tutti i debiti esteri del paese e contribuì a gettare le basi della sua enorme espansione commerciale nella seconda metà del secolo.
Melbourne fu una delle città più in forte espansione durante la corsa all'oro. La città divenne il centro della colonia, con reti ferroviarie che si irradiavano verso le città e i porti della regione. Dal punto di vista politico, i minatori d'oro del Victoria accelerarono l'introduzione di una maggiore democrazia parlamentare nel Paese, basata sui principi cartisti britannici, adottati in una certa misura dagli organismi attivisti dei minatori, come l'Anti-Gold Licence Association di Bendigo e la Ballarat Reform League.
Mentre l’oro alluvionale diminuiva, le pressioni per la riforma agraria, il protezionismo e la riforma politica generarono lotte sociali, e una convention sulla terra a Melbourne nel 1857 registrò richieste di riforma agraria.
Nel 1854 i cinesi contribuirono alla corsa all'oro. La loro presenza nei giacimenti auriferi di Bendigo, Beechworth e nel distretto di Bright provocò rivolte, tasse d'ingresso, omicidi e segregazione nel breve termine e divennero le basi della politica dell'Australia Bianca. In breve, la corsa all'oro fu un evento rivoluzionario e rimodellò Victoria, la sua società e la sua politica.

## Storia

### Sfondo
All'estero circolavano voci sulla presenza di oro in Australia, ma i funzionari governativi tennero segrete tutte le scoperte per paura di disorganizzare la giovane colonia. Tuttavia, il Segretario coloniale Edward Deas Thomson, vide un grande futuro per il paese quando Edward Hargraves dimostrò la sua teoria secondo cui l'Australia era un vasto deposito d'oro. Hargraves aveva partecipato alla corsa all'oro in California e conosceva la regione dell'oro, quando la vide per la prima volta, intorno a Bathurst. La notizia si diffuse a macchia d'olio e presto iniziò la corsa dalla costa ai giacimenti auriferi. I greggi furono lasciati incustodite, i mandriani abbandonarono le loro bestie, mercanti e avvocati si precipitarono dalle loro scrivanie e interi equipaggi di navi, capitani inclusi, partirono per cercare fortuna.

#### Scoperta dell'oro

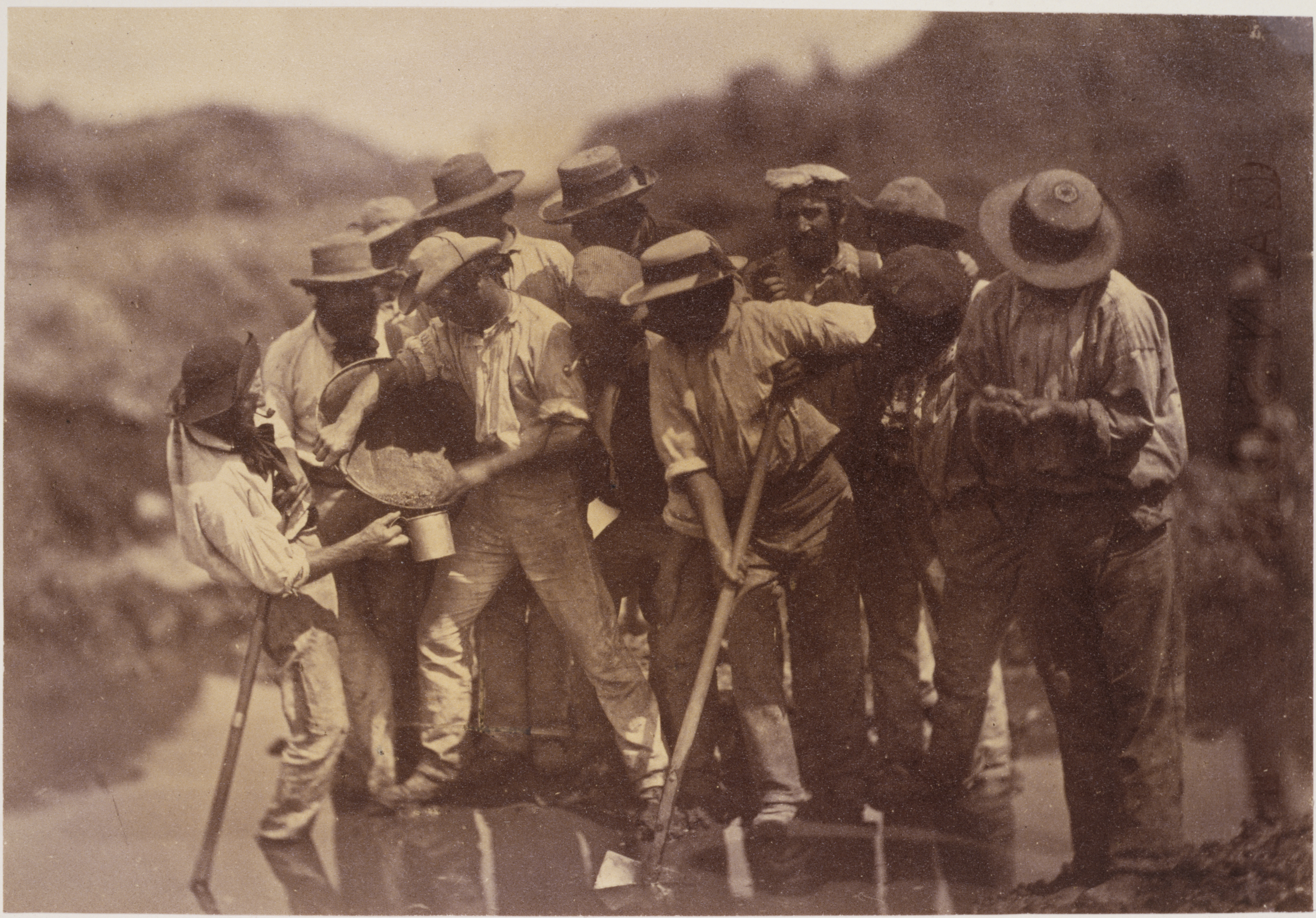
Richard Daintree e Antoine Fauchery (1858c.). Una squadra di minatori a Forrest Creek, Chewton

Nel marzo del 1850, William Campbell di Strath Loddon, trovò nella stazione di suo cognato Donald Cameron, di Clunes, diversi frammenti di oro nativo in quarzo. All'epoca, questi erano stati tenuti nascosti, ma il 10 gennaio 1851 Campbell li rivelò. Altri avevano trovato tracce di oro. Al Dr. George H. Bruhn, un medico tedesco, i cui servizi di analista erano molto richiesti, erano stati mostrati campioni d'oro provenienti da quelli che in seguito sarebbero diventati gli scavi di Clunes. Nonostante queste e altre scoperte, tuttavia, era impraticabile commercializzare l'oro, e la "scoperta" di James Esmond, effettuata sul Creswick's Creek, un affluente del fiume Loddon, a Clunes il 1° luglio 185, fu il primo giacimento aurifero commerciabile.
Un gruppo formato dal signor Louis John Michel, composto dal signor William Haberlin, James Furnival, James Melville, James Headon e B. Groenig scoprì l'esistenza di oro nelle rocce di quarzo delle catene montuose di Yarra, ad Andersons Creek, vicino a Warrandyte nella seconda parte di giugno, e lo mostrò sul posto al dottor Webb Richmond, per conto del Gold Discovery Committee, il 5 luglio.

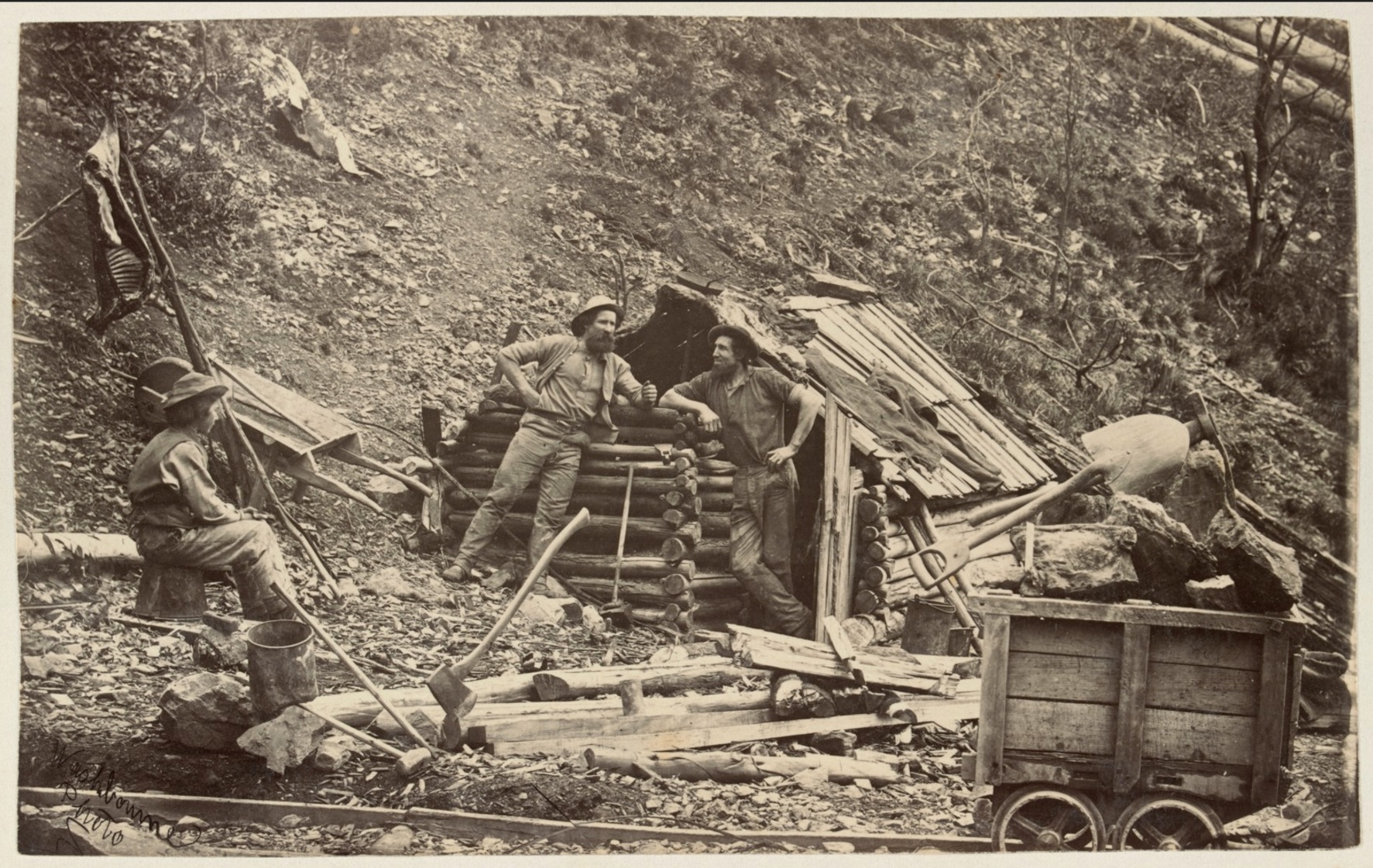
Capanna del cercatore d'oro, Upper Dargo, Victoria (Gippsland), 1870

La terza scoperta fu opera del signor Thomas Hiscock residente a Buninyong; indotto dagli scritti del reverendo W.B. Clarke e dalla scoperta della pepita di Brentani nel distretto dei Pirenei due anni prima, aveva mantenuto una costante ricerca di oro nella sua zona. L'8 agosto 1851 scoprì un giacimento aurifero nella gola dei monti Buninyong che ora porta il suo nome, e comunicò il fatto con la sua precisa ubicazione, al direttore del Geelong Advertiser il 10 di quel mese.
Il Dr. George H. Bruhn, un medico tedesco, nel gennaio del 1851 (vale a dire prima della scoperta di Hargraves a Summerhill) partì da Melbourne per esplorare "le risorse minerarie di questa colonia". Durante il suo lungo viaggio, in aprile trovò tracce di oro nel quarzo a circa due miglia dalla stazione di Barker e, al suo arrivo alla stazione di Cameron, quest'ultimo gli mostrò campioni d'oro in quelli che oggi sono chiamati gli scavi di Clunes. Durante il suo viaggio, diffuse ampiamente queste informazioni in tutto il paese e le comunicò a James Esmond, all'epoca impegnato nella costruzione di un edificio presso la stazione di James Hodgkinson. Il Dr. Bruhn inviò i campioni, che furono ricevuti dal Comitato per la Scoperta dell'oro il 30 giugno 1851.
Il comitato per la scoperta dell'oro assegnò 1000 sterline a Michel e al suo gruppo; 1000 sterline a Hiscock, in quanto scopritore sostanziale dei depositi di Ballarat; 1000 sterline a Campbell in quanto scopritore originale di Clunes; 1000 sterline a Esmond in quanto primo produttore attivo di oro alluvionale per il mercato e 500 sterline al dottor Bruhn.

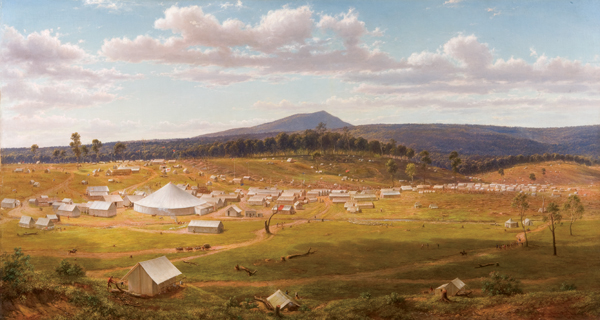
La tendopoli di Ballarat appena un paio d'anni dopo la scoperta dell'oro nel distretto. Dipinto a olio tratto da uno schizzo originale del 1853 di Eugene von Guerard

Il 20 luglio 1851 Thomas Peters, guardiano di capanne nella stazione di Mount Alexander di William Barker, trovò delle pagliuzze d'oro in quello che oggi è noto come Specimen Gully. La scoperta fu pubblicata sul Melbourne Argus l'8 settembre 1851, scatenando una corsa agli scavi di Mount Alexander o Forest Creek, concentrati nell'attuale Castlemaine, considerati il giacimento aurifero alluvionale poco profondo più ricco al mondo.
Queste scoperte furono presto superate da Ballarat e Bendigo. Seguirono altre scoperte, tra cui Beechworth nel 1852, Bright, Omeo, Chiltern (1858-59) e Walhalla. La popolazione di Melbourne aumentò rapidamente con l'avvento della febbre dell'oro, così come la popolazione complessiva della colonia: dal 1851 al 1861, passò da 75.000 a 500.000 abitanti.

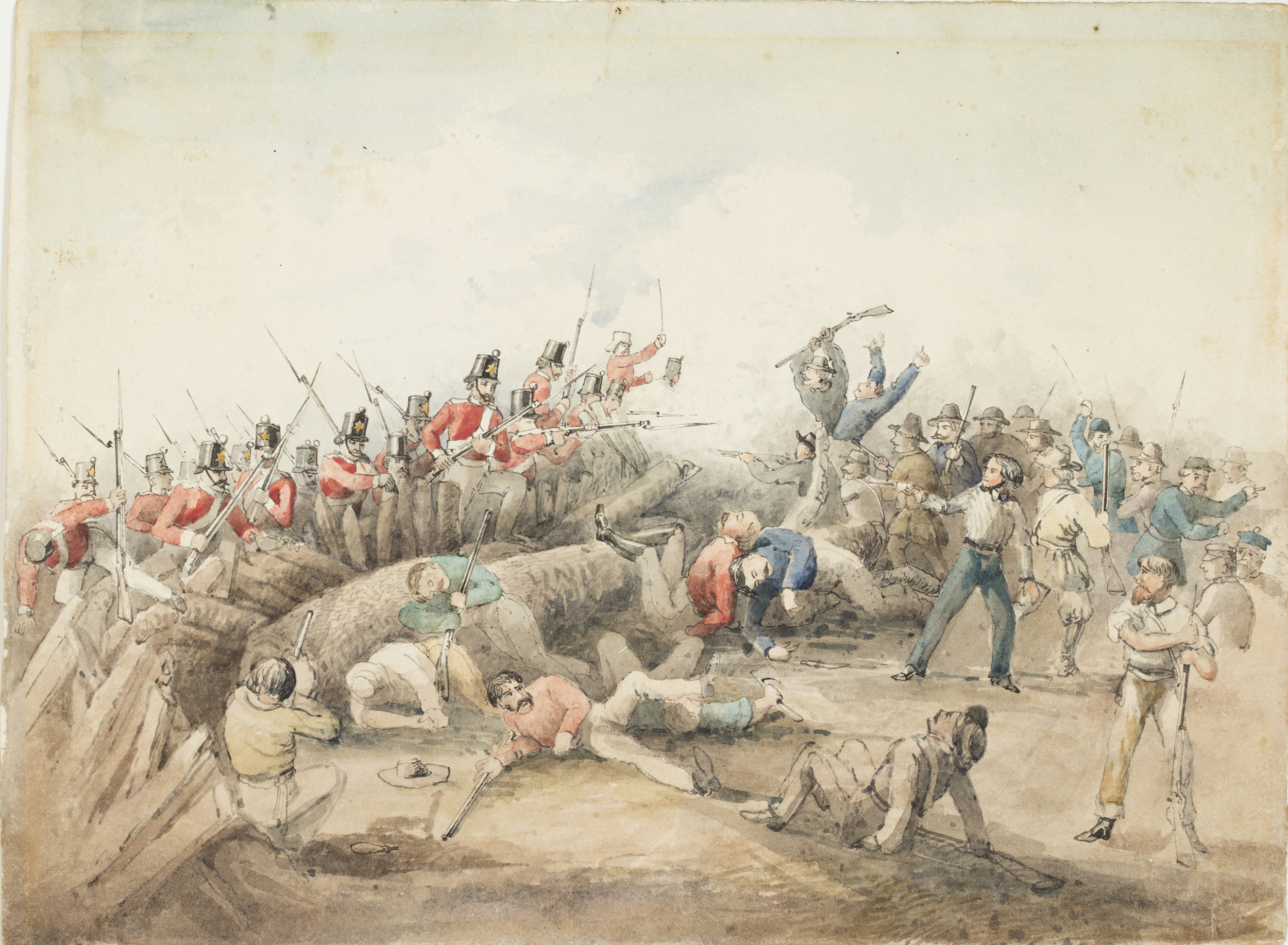
Rivolta della palizzata di Eureka di John Black Henderson (1854)

L'oro alluvionale superficiale fu il primo a essere sfruttato. Si racconta che nel 1851, quando i primi minatori arrivarono al giacimento aurifero di Mount Alexander, vicino a Castlemaine, le pepite potevano essere raccolte senza scavare. Seguì poi lo sfruttamento dell'oro alluvionale in torrenti e fiumi, o depositato nel limo sulle rive e nelle pianure fluviali. I cercatori d'oro usavano padelle, chiuse e culle per separare l'oro dal terriccio.
Con l'esaurimento dell'oro alluvionale superficiale, i cercatori d'oro furono costretti a cercare più a fondo nel sottosuolo. I minatori scoprirono i cosiddetti "deep lead", corsi d'acqua auriferi sepolti a diverse profondità da secoli di insabbiamento e, in alcuni giacimenti auriferi vittoriani come Ballarat, dall'attività vulcanica. Iniziarono anche a sfruttare le barriere aurifere sotterranee che costituivano le fonti originali dell'oro. L'estrazione in profondità era più difficile e pericolosa. Luoghi come Bendigo e Ballarat videro grandi concentrazioni di minatori, che formarono partnership e sindacati per consentire loro di scavare pozzi sempre più profondi. Insieme a controlli di polizia e licenze irregolari e vessatori, le tensioni divamparono intorno a Beechworth, Bendigo e Ballarat. Queste tensioni culminarono nella Rivolta di Eureka a Ballarat nel 1854. In seguito a quella rivolta, una serie di riforme diedero ai minatori maggiore voce in capitolo nella risoluzione delle controversie tramite i Tribunali Minerari e estesero loro il diritto di voto.
Con l'arrivo degli immigrati della corsa all'oro a Victoria nel 1852, a South Melbourne venne fondata una tendopoli, nota come Canvas Town. L'area divenne presto un'enorme baraccopoli, dimora di decine di migliaia di migranti provenienti da tutto il mondo, giunti in cerca di fortuna nei giacimenti auriferi. Importanti "Chinatown" sorsero a Melbourne, Bendigo e Castlemaine.
Solo a Walhalla, Cohens Reef ha prodotto oltre 50 tonnellate di oro in 40 anni di attività mineraria.

## Il coinvolgimento cinese nella corsa all'oro vittoriana
La notizia delle scoperte di giacimenti d'oro nelle colonie del Nuovo Galles del Sud e di Victoria nel 1851 giunse rapidamente nelle province della Cina meridionale. Entro la fine del 1855, si stimava che più di 19.000 immigrati cinesi, in particolare dalla provincia cinese del Guangdong, lavorassero nei giacimenti auriferi vittoriani di Ararat, Ballarat, Ovens, Bendigo, Castlemaine e Maryborough. Nel 1858 questo numero aumentò a circa 33.000 e si stimava che i minatori cinesi costituissero circa un quinto della popolazione mineraria di Victoria. Le cifre suggeriscono che la popolazione cinese di Victoria iniziò a diminuire dopo il 1858. Ciò è probabilmente dovuto a una diminuzione del numero di nuove scoperte d'oro a Victoria durante questo periodo.
Come i cercatori d'oro europei, la maggior parte dei minatori cinesi nel Victoria lavorava in modo indipendente o in coppia al suo arrivo. Tuttavia, con la crescente difficoltà di reperire oro nei giacimenti auriferi del Victoria, la popolazione cinese del Victoria iniziò a formare proprie cooperative e società minerarie. Un censimento non ufficiale del 1868 sulla popolazione cinese nei distretti auriferi del Victoria suggerisce che 660 dei 765 minatori cinesi a Daylesford e metà dei 4000 minatori cinesi nel distretto di Oven si erano "costituiti in piccole società" entro il 1868.
Il rapido afflusso di migranti cinesi nella colonia di Victoria suscitò grande ansia nella popolazione europea di Victoria. Il 14 aprile 1855, The Argus, un quotidiano di Melbourne, descrisse la crescente popolazione cinese nel Victoria come un "esercito invasore" la cui presenza avrebbe "sottoposto la comunità all'influenza demoralizzante delle loro idee".
Nel giugno del 1855, il governo vittoriano approvò "una legge per provvedere a determinati immigrati". La legge mirava a limitare il numero di immigrati cinesi che una nave poteva trasportare a uno ogni dieci tonnellate di carico e imponeva al comandante della nave di pagare una tassa pro capite di 10 sterline per ogni passeggero cinese trasportato. La legge, tuttavia, non riuscì a ridurre il numero di cinesi che arrivavano nei campi auriferi vittoriani. Sbarcando al porto di Robe, nella colonia dell'Australia Meridionale, e percorrendo più di 400 km attraverso il paese fino ai campi auriferi vittoriani, i cercatori d'oro cinesi riuscirono a eludere con successo le restrizioni della legge sull'immigrazione del Victoria.
Nel novembre del 1857, il governo vittoriano approvò una legge per regolamentare la residenza della popolazione cinese a Victoria. Questa legge richiedeva a tutti i cinesi residenti a Victoria di ottenere una licenza da una sterlina, che doveva essere rinnovata ogni due mesi per un'ulteriore sterlina per rimanere nella colonia di Victoria. La tassa di residenza fu, tuttavia, ridotta nel febbraio del 1859 e abrogata nel 1862 a causa delle proteste cinesi contro la legislazione, dei crescenti livelli di evasione fiscale e di un calo della popolazione mineraria di Victoria.
La crescente presenza di minatori cinesi nei giacimenti auriferi vittoriani portò infine a rivolte anti-cinesi in diversi giacimenti auriferi. L'8 luglio 1854, circa 1500 minatori europei riuniti in un hotel a Bendigo pianificarono una rivolta per cacciare i cinesi. Questa rivolta fu, tuttavia, sedata dall'arrivo della polizia. Il peggior attacco ai minatori cinesi di Victoria si verificò nei giacimenti auriferi del fiume Buckland il 4 luglio 1857. In seguito a una riunione di gruppo al Buckland Hotel, circa 100 minatori europei cercarono di espellere tutti i 2500 minatori cinesi che occupavano i giacimenti auriferi del fiume Buckland attraverso l'uso di tende e incendi di magazzini, rapine e percosse. Si ritiene che annegamenti e gravi percosse abbiano causato la morte di diversi minatori cinesi. Questo evento è diventato noto come la rivolta di Buckland.

## Eredità
La popolazione australiana cambiò radicalmente a seguito della corsa all'oro. Nel 1851 la popolazione australiana era di 437.655 persone, di cui 77.345, ovvero poco meno del 18%, erano vittoriani. Un decennio dopo, la popolazione australiana era cresciuta fino a 1.151.947 milioni e quella vittoriana a 538.628; poco meno del 47% del totale australiano e un aumento di sette volte. In alcune piccole città rurali dove si trovava oro in abbondanza, la popolazione poteva crescere di oltre il 1000% in un decennio (ad esempio, Rutherglen aveva una popolazione di circa 2.000 abitanti. Dieci anni dopo, ne aveva circa 60.000, con un aumento del 3000%). La rapida crescita fu principalmente dovuta alla corsa all'oro.
La corsa all'oro si riflette nell'architettura delle città vittoriane del boom dell'oro come Melbourne, Castlemaine, Ballarat, Bendigo e Ararat. Oggi Ballarat ospita Sovereign Hill, una ricostruzione di 24 ettari di una città della corsa all'oro, e il Museo dell'Oro. Bendigo vanta un vasto sistema di miniere d'oro in funzione, che fungono anche da attrazione turistica.
Gli immigrati hanno lasciato l'architettura vittoriana nelle città della regione dei Goldfields come Maldon, Beechworth, Clunes, Heathcote, Maryborough, Daylesford, Stawell, Beaufort, Creswick, St Arnaud, Dunolly, Inglewood, Wedderburn e Buninyong, la cui economia ha diverse enfasi sul lavoro da casa, sul turismo, sull'agricoltura, sull'industria moderna e sui settori dei pensionati. Ad eccezione di Ballarat e Bendigo, molte di queste città erano sostanzialmente più grandi di quanto non siano oggi. La maggior parte della popolazione si è trasferita in altri distretti quando l'oro si è esaurito in una determinata località. All'altro estremo dello spettro esistono città fantasma, come Walhalla, Mafeking e Steiglitz.
L'ultima grande corsa all'oro nel Victoria si verificò a Berringa, a sud di Ballarat, nel primo decennio del XX secolo. L'estrazione dell'oro divenne per decenni solo un hobby nel Victoria, principalmente a causa della profondità e del costo del pompaggio. La Prima guerra mondiale, inoltre, prosciugò l'Australia della manodopera necessaria per lavorare nelle miniere. Ancora più significativamente, il divieto di esportazione di oro dall'Australia nel 1915 e l'abolizione del gold standard, che ridusse l'accumulo di oro e la produzione di sovrane in tutto l'Impero britannico, videro le città aurifere australiane ridursi, in alcuni casi, venendo completamente abbandonate. Il crollo della produzione di oro non si riprese mai. L'estrazione dell'oro cessò a Stawell nel 1920, ma ricominciò nel 1982 e continuò fino al XXI secolo. Tuttavia, a partire dal 2005, il recente aumento del prezzo dell'oro ha visto una ripresa dell'attività mineraria commerciale, con l'estrazione ripresa in entrambi i principali giacimenti di Bendigo e Ballarat. L'esplorazione prosegue anche altrove, ad esempio a Glen Wills, un'area montuosa isolata vicino a Mitta Mitta, nel nord-est di Victoria.